# アイヒヴァルデ
アイヒヴァルデ (Eichwalde) はドイツのブランデンブルク州ダーメ＝シュプレーヴァルト郡の自治体であり、首都であるベルリン州に隣接している。都市名は「オークの森」の意味である。紋章の大木も都市のシンボルである「平和のオーク」(Friedenseiche) から採られている。人口は約6,500人。